# Jan Jeník
Jan Jeník (Nymburk, República Checa, 15 de septiembre de 2000) es un jugador profesional checo de hockey sobre hielo que se desempeña en la posición de extremo derecho en Arizona Coyotes, equipo de la National Hockey League (NHL).

## Carrera
Fue seleccionado en la tercera ronda en la NHL Entry Draft de 2018. En 2020 hizo su debut profesional con el equipo Arizona Coyotes, donde lleva jugando cuatro temporadas.